# Lantian, Chongqing
Lantian (kinesiska: 岚天) är en socken i sydvästra Kina. Den ligger i Chengkou härad i storstadsområdet Chongqing,  omkring 340 kilometer nordost om det centrala stadsdistriktet Yuzhong. Antalet invånare är 2 644. Befolkningen består av 1 278 kvinnor och 1 366 män. Barn under 15 år utgör 21,0 %, vuxna 15-64 år 68 %, och äldre över 65 år 10,0 %.